# Формализъм (литература)
Вижте пояснителната страница за други значения на формализъм.
Формализмът е школа в литературната критика и литературна теория със структурален подход към текста. В литературната теория формализмът се отнася до критически подходи, които анализират, интерпретират и оценяват свойствените за текста особености и детайли. Формализмът придобива популярност в началото на XX век като реакция срещу романтическите теории в литературата.

## Руски формализъм
Като руски формализъм се определят две групи от руски лингвисти и литературоведи. Членовете на Обществото за изучаване на поетическия език (ОПОЯЗ), основан през 1916 г. в Санкт Петербург от Борис Ейхенбаум, Виктор Шкловски и Юрий Тинянов, и членовете на Московския лингвистичен кръжок, основан през 1914 г. от Роман Якобсон. За формалист е считан и фолклористът Владимир Проп, който обаче не принадлежи на тези две групи и разгръща идеите си през 20-те години на века.
В есето си „Теорията на формалния метод“ от 1926 г. Ейхенбаум формулира основните идеи на формализма така:
- Намерението е да се създаде „наука за литературата, която да има свои собствени основания и е основана на твърди факти“ и която може да се нарече „поетика“,
- тъй като литературата се състои от езикови явления, лингвистиката трябва да бъде основата на науката за литературата,
- литературата е самостойна и независима от външните условия, доколкото литературният език е различен от всекидневните употреби на езика – поне доколкото не служи (задължително) на комуникацията,
- литературата има своя собствена история, историята на иновациите във формалните структури и не е предопределена (както твърдят някои версии на марксизма) от външната, материална история.

Това превръща формализма веднага в опозиция на вулгарния социологизъм, който е фаворизиран от съветската власт след 1917 г. Формализмът придобива облик на дисидентство в рамките на налагащата се в Русия марксистка естетика.
Все пак Московският лингвистичен кръжок, основан от Роман Якобсон, e по-директно свързан с разработките в лингвистиката, отколкото групата на Ейхенбаум.

## Пражки лингвистичен кръжок
Основна статия Пражки лингвистичен кръжок.
През 1920 г. Якобсон се установява в Прага. През 1926 г. съосновава Пражкия лингвистичен кръжок, в който са вложени подобни интереси, особено към работата на Фердинанд дьо Сосюр.